# Arioneşti
Arioneşti es una comuna y localidad de Moldavia en el distrito (raión) de Dondușeni.

## Geografía
Se encuentra a una altitud de 242 m s. n. m. a 200 km de la capital nacional, Chisináu. Se ubica en el norte del país a orillas del río Dniéster y cerca de la frontera con Ucrania.

## Demografía
En el censo 2014 el total de población de la localidad fue de 1 291 habitantes.